# لنگست
لنگست (به انگلیسی: Langsett) یک روستا و محله مدنی در بریتانیا است که در کلان‌شهر مستقل بارنزلی واقع شده‌است. لنگست ۲۲۲ نفر جمعیت دارد.